# Livello di applicazione
In telecomunicazioni il livello di applicazione o livello applicativo è il settimo ed ultimo livello del modello OSI per le reti di calcolatori. La sua funzione è quella di interfacciare e fornire servizi per i processi delle applicazioni; in trasmissione inoltra, quindi, le richieste al sottostante livello di presentazione, da cui riceve anche le richieste provenienti dal livello applicativo remoto. Un programma applicativo interagisce con uno dei protocolli di livello di trasporto per ricevere dati o inviarli passandoli nella forma richiesta.
Tra i servizi più comuni offerti dal livello di applicazione ci sono le conversioni semantiche tra processi applicativi associati.
Nota: esempi di servizi usuali sono i file virtuali e il virtual terminal.

## Protocolli di livello applicazione
- DHCP
- DNS
- HTTP
- HTTPS
- SMTP
- SNMP
- POP3
- FTP
- Network Time Protocol (NTP)
- Telnet
- Secure shell (SSH)
- IRC
- Lightweight Directory Access Protocol (LDAP)
- XMPP
- FTAM
- Advanced Program to Program Communications (APPC)
- X.400
- X.500
- AFP
- SIP
- ITMS
- AIM
- TFTP
- NNTP
- Modbus TCP